# Türkgücü Múnich
El Türkgücü Múnich, en alemán y oficialmente Türkgücü München e.V., es un equipo de fútbol de Alemania que juega en la Bayernliga, la quinta división nacional. El club, que tiene su base en la comunidad turca de Múnich, se formó en 2009 como resultado de la fusión entre Türkischer SV 1975 München y ATA Spor München.

## Historia
Fue fundado en el año 2009 en la ciudad de Múnich en el estado de Baviera después de la fusión de los equipos Türkischer SV 1975 München y ATA Spor München con  el fin de hacer a un equipo que representara a la comunidad turca de Múnich. Es el equipo sucesor del SV Türk Gücü München, fundado en 1975 y que desapareció en 2001 por insolvencia económica. El club tiene tanta relevancia en Turquía que los partidos son transmitidos vía satélite.
El club ocupó el lugar del ATA Spor München en la Bezirksliga Oberbayern-Nord, una de las ligas regionales de la séptima división alemana. Tres años después llega a la Landesliga Bayern.
En 2018 asciende a la Oberliga Bayern, donde solo jugó una temporada en la que salió campeón y obtuvo el ascenso a la Regionalliga Bayern, la que es su primera aparición a nivel profesional. La temporada de liga más allá de septiembre de 2020, lo que significa que la asociación bávara tuvo que cancelar la temporada 2020–21 y continuar sin Türkgücü München, ascendido tras esta decisión.

## Uniforme
El uniforme es producido por Nike, y patrocinado por Aon.
| 2019-20 |

## Palmarés
- Regionalliga Bayern: 1

2019–20
- Bayernliga Süd: 1

2018–19
- Landesliga Bayern-Südost: 1

2017–18

## Temporadas
| Temporada | Liga                        | División | Posición |
| 2009–10   | Bezirksliga Oberbayern-Nord | VIII     | 8º       |
| 2010–11   | Bezirksliga Oberbayern-Nord | VIII     | 10º      |
| 2011–12   | Bezirksliga Oberbayern-Nord | VIII     | 5º       |
| 2012–13   | Bezirksliga Oberbayern-Nord | VII      | 2º ↑     |
| 2013–14   | Landesliga Bayern-Südost    | VI       | 12º      |
| 2014–15   | Landesliga Bayern-Südost    | VI       | 10º      |
| 2015–16   | Landesliga Bayern-Südost    | VI       | 12º      |
| 2016–17   | Landesliga Bayern-Südost    | VI       | 6º       |
| 2017–18   | Landesliga Bayern-Südost    | VI       | 1º ↑     |
| 2018–19   | Bayernliga Süd              | V        | 1º ↑     |
| 2019–20   | Regionalliga Bayern         | IV       | 1º ↑     |
| 2020–21   | 3. Liga                     | III      | 13º      |
| 2021–22   | 3. Liga                     | III      |          |

- Fuente:[3][4]

## Jugadores

### Jugadores destacados
| - Chorri Palacios - Flavio Mestri - Mauro Cantoro - Chris Salazar - Sebastian Mitterhuber - Sinan Neumaier-Süngüoglu | - Pablo Pigl - Christoph Rech - Deniz Sari - Dieter Schönberger - Stephan Thee - Yasin Yılmaz |

## Entrenadores
- Reiner Maurer (2019-2020)
- Alexander Schmidt (2020)